# FN’s Udviklingsprogram – UNDP
FN’s Udviklingsprogram (UNDP) (engelsk: United Nations Development Programme; fransk: Programme des Nations unies pour le développement, PNUD) er FN's største udviklingsorganisation. UNDP er til stede i 170 lande og territorier, hvor organisationen samarbejder med nationale og lokale regeringsmyndigheder, civilsamfund, privatsektor og andre internationale udviklingsaktører for at fremme langsigtet bæredygtig udvikling. UNDP arbejder for at udrydde fattigdom, reducere ulighed og for en mere retfærdig, fredelig og og bæredygtig verden.
Organisationen støtter regeringer i at udvikle politikker, styrke nationalt og lokalt lederskab og opbygge partnerskaber og institutionel kapacitet, der tilsammen bidrager til mere modstandsdygtige og bæredygtige samfund, der kan modstå kriser og sikre alle en anstændig levestandard.

## Organisation og arbejdsområder
Achim Steiner (en) er UNDP's Administrator og øverste chef. Denne position er den tredje-højst rangerende i FN-systemet, og ligger lige under FN's generalsekretær og FN's vice-generalsekretær. Steiner blev valgt som chef for UNDP i 2017 og genvalgt for en ny fire-årig periode i 2021 af FN’s generalforsamling. UNDP leder også FN's Bæredygtige Udviklingsgruppe (UNSDG (en)). UNDP har hovedkontor i New York City og finansieres af frivillige bidrag fra FN’s medlemslande.
UNDP spiller en nøglerolle i bestræbelserne på at nå de 17 verdensmål for bæredygtig udvikling (på engelsk Sustainable Development Goals (SDGs)). Disse mål blev vedtaget af alle FN’s 193 medlemslande i 2015 og skal tilvejebringes inden 2030. Med verdensmålene har FN’s medlemslande forpligtet sig til at udrydde ekstrem fattigdom, afskaffe sult, sikre alle ret til uddannelse, sundhed og energi, styrke ligestilling og større økonomisk lighed, tackle miljø- og klimaproblemer, og fremme fred og sikkerhed, og globalt samarbejde.
UNDP har tre brede fokusområder for udvikling: udryddelse af fattigdom, fremme af strukturelle bæredygtige samfundsforandringer og forebyggelse af kriser, katastrofer og konflikter. UNDP arbejder for at bidrage til verdensmålene gennem seks såkaldte signaturløsninger: bekæmpelse af fattigdom, fremme af demokratisk regeringsførelse for fredelige og inkluderende samfund, katastrofeforebyggelse og øget modstandskraft, klima og støtte til naturbaserede løsninger til udvikling, adgang til vedvarende energi for alle samt ligestilling mellem kønnene og øget deltagelse af kvinder i samfundet.
Hvert år offentliggør UNDP flagskibsrapporten Human Development Report, der måler og analyserer tendenser i menneskelig udvikling og rangordner verdens lande efter et "menneskeligt udviklingsindeks" (Human Development Index (HDI). Dette indeks udfordrer og nuancerer den traditionelle måling af udvikling udelukkende ud fra BNP pr. indbygger ved også at inkludere andre målepunkter som uddannelse og sundhed. I tillæg til den globale HDR offentliggør UNDP også regionale og nationale udgaver af rapporten. I 2020 lancerede UNDP 30-års-jubilæumsudgaven af rapporten The Next Frontier: Human Development and the Anthropocene, der indeholder et nyt eksperimentelt klimajusteret HDI, der også inddrager planetens trivsel i målingen af bæredygtig menneskelig udvikling.

## UNDP og Danmark
UNDP og Danmark har et langt og tæt samarbejde, og Danmark er blandt UNDP’s 10 største donorer. UNDP er repræsenteret i Danmark med flere hovedkontorsfunktioner samt et nordisk repræsentationskontor. Den danske skuespiller Nikolaj Coster-Waldau, og den dansk/islandske kunstner og klimaaktivist Olafur Eliasson er begge udnævnt som UNDP Goodwill Ambassadører.

## UNDP’s nordiske repræsentationskontor
UNDP’s nordiske repræsentationskontor fungerer som bindeled mellem de nordiske lande og UNDP's hovedkontor i New York, og har til huse i FN Byen i København med satellitkontorer i Oslo, Stockholm og Helsinki. UNDP’s nordiske kontor har desuden ansvar for at kommunikere UNDP's mandat, arbejde og resultater til danske og nordiske interessenter, og for at bidrage til en informeret offentlig debat om udviklingsspørgsmål.
Kontoret ledes af direktør Camilla Brückner og er en decentral funktion af UNDP's Bureau of External Relations and Advocacy, der er ansvarlig for UNDP's partnerskaber, kommunikation og fortalervirksomhed.